# لوروا هوستون
لوروا هوستون (بالإنجليزية: Leroy Houston)‏ هو لاعب اتحاد الرغبي نيوزيلندي، ولد في 10 نوفمبر 1986 في بالميرستون نورث في نيوزيلندا.

## وصلات خارجية
- لوروا هوستون على موقع دوري الرغبي الممتاز (الإنجليزية)
- لوروا هوستون عل موقع إسبنسكروم (الإنجليزية)
- لوروا هوستون على موقع ItsRugby.co.uk (الإنجليزية)